# Thời gian biểu phát hiện các hành tinh và vệ tinh trong Hệ Mặt Trời

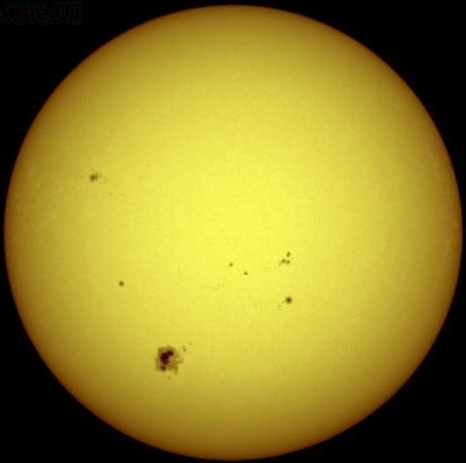
Mặt Trời, trung tâm của Hệ Mặt Trời (Lưu ý: Mặt Trời là một ngôi sao, không phải hành tinh).

Thời gian biểu phát hiện các hành tinh và vệ tinh trong Hệ Mặt Trời này sắp xếp theo quá trình phát hiện các thiên thể trong suốt lịch sử.
Lịch sử đặt tên vệ tinh không phải luôn luôn khớp với lịch sử phát hiện. Các hành tinh trong hệ mặt trời được sắp xếp theo thời gian. Đây là các hành tinh và vệ tinh phát hiện trong Hệ Mặt Trời.
Trong bảng dưới đây, các vệ tinh của hành tinh được tô đậm (ví dụ Mặt Trăng) trong khi hành tinh, lớn hay nhỏ, các thiên thể trực tiếp xoay quanh Mặt Trời được tô nghiêng (ví dụ Trái Đất). Bảng này sắp xếp theo ngày công bố/thông báo theo quá khứ về hiện tại. Các vệ tinh tự nhiên, các hành tinh trong hệ mặt trời đều được xếp theo thứ tự. Các ngày này được chú thích đằng sau biểu tượng:
- i: ngày đầu tiên chụp được ảnh;
- o: ngày đầu tiên con người quan sát trực quan, hoặc qua kính thiên văn hay trên ảnh;
- p: ngày công bố hoặc thông báo. Ngày thông báo có thể mất mấy năm sau khi phát hiện.[4]

*Ghi chú: Các vệ tinh được đánh dấu có sự phát hiện phức tạp. Nhiều vệ tinh mất nhiều năm để được xác minh, và trong đó nhiều trường hợp vệ tinh biến mất và lại được tái phát hiện. Nhiều thiên thể được phát hiện bởi các tấm hình của Voyager nhiều năm sau khi được chụp. Sau khi quan sát xong, người ta sẽ công bố sau khi xác minh khoảng mấy tháng do mất thời gian.
Một số hành tinh trong bảng dưới không có ảnh. Chuyện này là lúc đó không có tàu Voyager, hoặc người ta không chụp ảnh. Ngày xưa các khám phá có ảnh, nhưng đến hiện tại thì hiếm khi còn hoặc không còn nữa.
Mặt Trăng không còn được xem là hành tinh mà được coi là vệ tinh. Trong thế kỷ 17, Cassini đã phát hiện ra 4 vệ tinh liền. Các hành tinh này là vệ tinh của Sao Thổ. Các hành tinh có thể là vệ tinh ở hạng thấp hơn ở hàng thế kỉ trước. Có thể do nhiều người đi nghiên cứu các vệ tinh mới. Nên trong bảng dưới ghi các thông số vệ tinh theo số thứ tự của từng thời điểm. Trong Hệ Mặt Trời, Sao Hỏa là một hành tinh kiểu Trái Đất. Hai vệ tinh của hành tinh này được phát hiện vào năm 1870 và người phát hiện ra chúng là Hall.
Về các hành tinh và vệ tinh, Hệ Mặt Trời có 13 hành tinh: 8 hành tinh và 5 hành tinh lùn. Trước năm 2006, các hành tinh lùn chưa được xem là hành tinh lùn. Các hành tinh có thể có kích cỡ lớn hơn hành tinh lùn. Sao Diêm Vương hiện nay không được xem là hành tinh nữa. Giữa Sao Hỏa và Sao Mộc, có 1 hành tinh lùn duy nhất là Ceres, được Giuseppe Piazzi phát hiện vào ngày 1 tháng 1 năm 1801, và được đặt tên theo nữ thần Hy Lạp Ceres – nữ thần của cây cỏ, mùa màng và tình mẫu tử. Trong một nửa thế kỷ nó được cho là hành tinh thứ 8. Vào năm 1851 đến 2006, hành tinh này được gọi là một tiểu hành tinh. Từ năm 2006 đến nay, nó được gọi là hành tinh lùn.
Sao Hải Vương là hành tinh xa nhất, từ khi phát hiện đến năm 2006, nó gọi là hành tinh thứ 13, nhưng từ năm 2006 trở đi, có từ "Hành tinh lùn" nên ta gọi là hành tinh thứ tám. Trái Đất là hành tinh duy nhất có sự sống trong Hệ Mặt Trời. 

## Số hiệu hành tinh và ghi chú

### Số hiệu hành tinh
Số hiệu hành tinh bắt đầu có vào năm 1960. Mẫu số hiệu là:
S (năm phát hiện)/(Viết tắt (Tiếng Anh)) (Số phát hiện)
Các số hiệu này được làm để xem xét dễ dàng hơn. Ví dụ: S 2001/J 3 là vệ tinh thứ 30 của Sao Mộc.